# (18994) Nhannguyen
(18994) Nhannguyen est un astéroïde de la ceinture principale d'astéroïdes.

## Description
(18994) Nhannguyen est un astéroïde de la ceinture principale d'astéroïdes. Il fut découvert le 5 septembre 2000 à Socorro (Nouveau-Mexique) par le projet LINEAR. Il présente une orbite caractérisée par un demi-grand axe de 2,37 UA, une excentricité de 0,15 et une inclinaison de 7,4° par rapport à l'écliptique.

## Compléments